# Adam Cybulski
Adam Feliks Cybulski (ur. 14 marca 1896 w Czyżewie, zm. 3 marca 1996 we Wrocławiu) – polski inżynier dróg i mostów, specjalista z zakresu mechaniki budowli, profesor Politechniki Wrocławskiej.

## Życiorys
Syn Adama. Od 1916 służył w wojsku rosyjskim, był elewem w szkole kawalerii w Jelizawetgradzie, uzyskał tam stopień podporucznika. Podczas rewolucji październikowej wstąpił do II Korpusu Polskiego pod dowództwem generała Sylwestra Stankiewicza. Walczył pod Rarańczą oraz pod Kaniowem. W szeregach 2 pułku ułanów Grochowskich walczył podczas wojny polsko-bolszewickiej, w stopniu porucznika w 1921 przeszedł do rezerwy. W marcu 1927 został zwolniony od obowiązku służby wojskowej.
W 1931 ukończył studia na Wydziale Inżynierii Lądowej Politechniki Warszawskiej, był filistrem Korporacji Akademickiej Welecja. Do wybuchu II wojny światowej pracował w biurach projektowych oraz jako starszy asystent w Katedrze Mechaniki Teoretycznej pod kierunkiem prof. Henryka Czopowskiego. W czasie wojny żołnierz AK. Brał udział w powstaniu warszawskim, gdzie dostał się do obozu jenieckiego w Lubece.
Od 1945 przez rok pracował w Polskim Liceum Budowlanym w Lubece, a następnie powrócił do Polski, zamieszkał w Gliwicach, gdzie pracował na Politechnice Śląskiej jako adiunkt Katedry Statyki Budowli (w latach 1946–1951). Równocześnie od 1946 był pracownikiem Katedry Wytrzymałości Materiałów i Statyki Budowli Politechniki Wrocławskiej. W latach 1952–1955 dziekanem Wydziału Budownictwa, a od 1955 do 1956 prorektorem uczelni. W 1957 przeprowadził się do Wrocławia. Radny miasta Wrocławia, członek Rady Programowej Poradników Budowlanych przy Polskim Związku Inżynierów i Techników Budownictwa.
Wydał liczne prace z zakresu obliczeń statycznych ustrojów prętowych z uwzględnieniem metod kinetycznych.
Zmarł we Wrocławiu. Został pochowany na Cmentarzu Świętej Rodziny (sektor 1-9-121).

## Ordery i odznaczenia
- Krzyż Oficerski Orderu Odrodzenia Polski,
- Krzyż Walecznych (1922 w zamian za Krzyż Kaniowski)[4],
- Złoty Krzyż Zasługi,
- Medal Niepodległości (25 lipca 1933)[5],
- Odznaka Budowniczego miasta Wrocławia.